# Issoria imatonga
Issoria imatonga är en fjärilsart som beskrevs av Riley 1932. Issoria imatonga ingår i släktet Issoria och familjen praktfjärilar. Inga underarter finns listade i Catalogue of Life.